# Ricky Walden
Pour les articles homonymes, voir Walden.
Ricky Walden est un joueur de snooker professionnel anglais né le 11 novembre 1982 à Chester, Angleterre. 
Devenu professionnel en 2001, il doit attendre sept ans avant de remporter sa première victoire dans un tournoi classé, au Masters de Shanghai en 2008. Walden a depuis remporté deux autres victoires, au Classique de Wuxi en 2012 et au championnat international en 2014. Il a également terminé la saison de snooker dans le top 16 en quatre occasions, et a atteint son meilleur classement (6e) durant le mois de mars 2015. Walden a participé aux phases finales du championnat du monde de snooker par sept fois, avec pour meilleur résultat une place de demi-finaliste en 2013.
Les Britanniques lui ont attribué trois surnoms : « The Stamina Man », « The Walnut » et « The Meatball ».

## Carrière

### Débuts (2001-2007)
Passé professionnel en 2001 grâce à un titre de champion du monde dans la catégorie des moins de 21 ans, Walden commence par jouer les tournois du circuit du challenge, deuxième division du snooker mondial. Il commence la saison 2004-2005 classé no 78 mondial, et parvient à progresser de 30 places au cours de l'année. Durant l'année 2005, Walden réalise son premier quart de finale lors de l'Open de Chine en battant Matthew Stevens et Steve Davis, mais il s'incline contre Stephen Hendry (5-0). Les trois saisons suivantes, il ne parvient pas à reproduire ce parcours, mais enregistre tout de même des succès admirables face à des joueurs comme Stephen Maguire, Mark Allen, Ken Doherty ou encore Mark Williams. 

### Première victoire classée (2008-2011)
Il s'adjuge sa première victoire dans un tournoi classé en 2008, à l'occasion du Masters de Shanghai. Walden élimine des joueurs de renom tels que Stephen Hendry, Neil Robertson, Mark Selby et Ronnie O'Sullivan en finale, qu'il bat par 10 manches à 8. Cette année-là, il gagne un autre titre face à Stuart Bingham, au championnat du monde de snooker à six billes rouges, un tournoi de grade alternatif. C'est aussi en 2008 que Walden se qualifie pour la première fois au championnat du monde, où il est battu par Mark Selby 10 manches à 6 au premier tour.
En 2011, Walden intègre le tableau principal du championnat du monde en tant que tête de série. Il est éliminé par Rory McLeod. Après la rencontre Walden remet en cause la lenteur du jeu de McLeod, qui répondit qu'il était tout aussi responsable de la cadence du match, Walden exécutant ses coups à peine plus rapidement. 

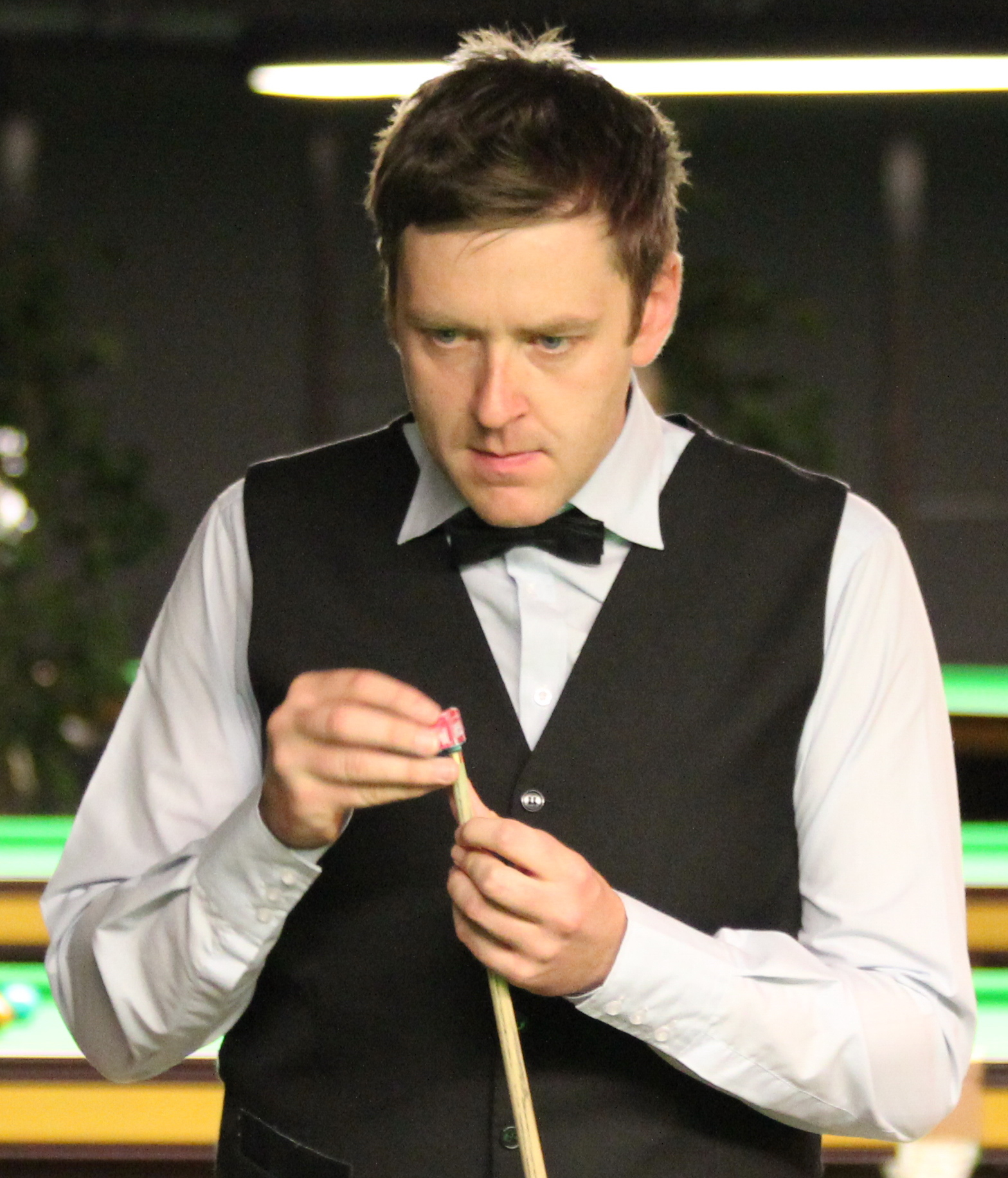
Ricky Walden au Classique Paul Hunter 2012.

### Sommet de carrière (2012-2016)
En début de saison 2012-2013, il remporte son deuxième titre classé au Classique de Wuxi 2012. Après avoir battu Joe Perry en huitièmes de finale, 5-4 alors qu'il était mené 4-0, Walden élimine Robert Milkins en quarts de finale et Marcus Campbell en demi-finales, puis Stuart Bingham en finale, sur le score de 10 manches à 4. Cette même saison, au championnat du monde, il se défait de Michael Holt au premier tour, Robert Milkins au deuxième et Michael White en quarts de finale, pour accéder aux demi-finales. Il retrouve son compatriote Barry Hawkins, qui, tout comme lui, dispute sa première demi-finale au Crucible Theatre. La rencontre s'annonce équilibrée, mais c'est Walden qui prend les commandes et mène par 12 manches à 8. Il finit par s'incliner sur le score de 17 manches à 14, manquant sa chance à plusieurs reprises dans les dernières manches de la rencontre. Pour la première fois de sa carrière, Walden termine la saison dans le top 10, prenant la 8e place du classement.
Walden s'impose en finale de l'Open Bluebell Wood en août 2013, face au Hong Kongais Marco Fu, qu'il bat lors de la manche décisive (4-3). C'est son seul titre sur le circuit européen. En novembre 2013, il se hisse jusqu'en demi-finale au championnat du Royaume-Uni, un autre tournoi majeur. Il réalise une nouvelle fois un très bon parcours pour rejoindre ce stade de la compétition, avec des victoires notables aux dépens de Mark Williams, Ding Junhui et Mark Allen. Il est défait par Mark Selby 9-5. Au Masters de snooker, en janvier 2014, Walden élimine Barry Hawkins au premier tour, lui offrant une place en quarts de finale.
Le 2 novembre 2014, Walden remporte le titre le plus important de sa carrière au championnat international de Daqing, son troisième titre dans un tournoi de classement. Face à Mark Allen en finale, il fait preuve d'une grande sérénité et remporte les trois dernières manches de la rencontre en inscrivant des « breaks » de 85, 103 et 63 points. Walden empoche par la même occasion un prix de 125 000 £, le prix le plus important qu'il a gagné dans sa carrière. Il dispute une autre finale quelques mois plus tard, à l'Open d'Inde 2015, mais s'incline contre Michael White. 
Walden bat Barry Hawkins (6-3) pour atteindre la finale de la dernière épreuve du championnat du circuit des joueurs de la saison 2015-2016. Toutefois, il est battu par Mark Allen 10 manches à 6. La semaine suivante, à l'Open de Chine, Walden se défait de Stuart Bingham en quarts de finale, puis de l'Écossais John Higgins en demi-finales, pour réaliser sa deuxième finale en l'espace de sept jours. Il est battu par Judd Trump, dans ce qui constitue sa dernière finale classée en date.

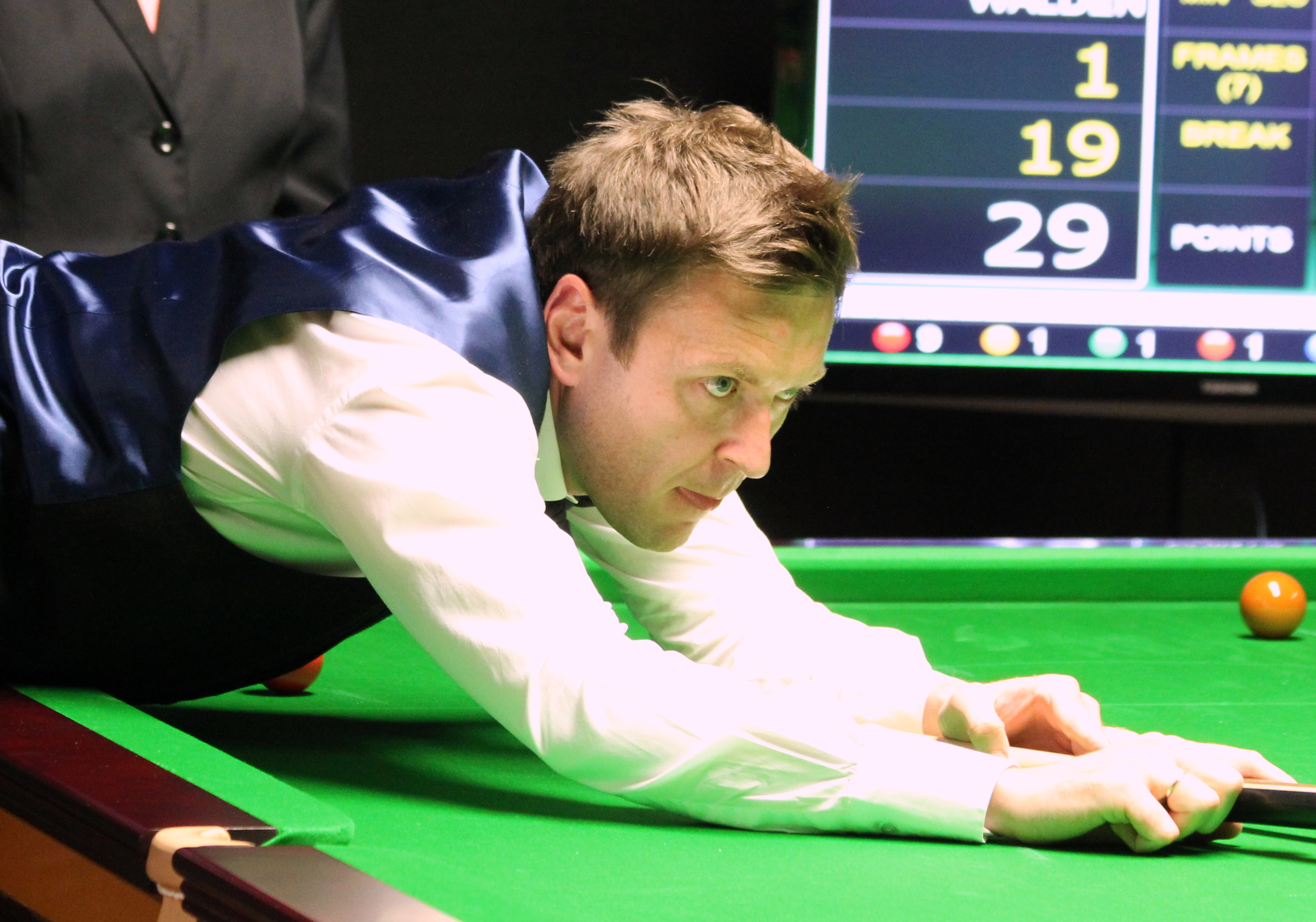
Ricky Walden lors du Classique Paul Hunter en 2016

### Perte de vitesse (2016-2021)
À partir de la saison 2016-2017, les résultats de Walden se sont avérés moins bons, notamment à cause de douleurs chroniques au dos. Ces problèmes de santé ont joué sur ses résultats et son classement, qui est passé de la 8e place mondiale en 2016, à la 46e place en 2021, soit une rétrogression de 28 places. Pendant cette période, Walden ne dépasse pas le stade des quarts de finale, atteint à cinq reprises, et enchaine les éliminations prématurées dans les tournois. D'ailleurs, en cinq ans, il ne se qualifie qu'à deux reprises pour le championnat du monde. 
À l'Open d'Angleterre 2019, il passe proche de rejoindre une nouvelle demi-finale, s'inclinant seulement dans la manche décisive contre David Gilbert (5-4). C'est également le cas à l'Open d'Écosse l'année suivante, où il tombe face au futur vainqueur Mark Selby, encore au terme de la dernière manche. 

### Retour en forme (depuis 2021)
En octobre 2021, Walden se propulse en demi-finale de l'Open d'Irlande du Nord en éliminant le vice-champion du monde 2021, Shaun Murphy (5-4). Bien qu'il s'y incline, il s'agit de sa première demi-finale depuis 2016. Un peu plus tard en 2022, il réussit l'exploit de rallier deux nouvelles demi-finales consécutives, s'inclinant face à Zhao Xintong et Barry Hawkins. Walden termine la saison 2021-2022 en étant classé à la 18e place mondiale, son meilleur classement depuis plus de cinq ans. 

## Résultats sportifs

### Parcours détaillé de Ricky Walden au Masters de Shanghai 2008
| Tour          | Résultat | Adversaire        | Score |
| ------------- | -------- | ----------------- | ----- |
| 1er tour      | Victoire | Stephen Hendry    | 5-4   |
| 2e tour       | Victoire | Neil Robertson    | 5-4   |
| 1/4 de finale | Victoire | Steve Davis       | 5-2   |
| 1/2 finales   | Victoire | Mark Selby        | 6-4   |
| Finale        | Victoire | Ronnie O'Sullivan | 10-8  |

Walden remporte son premier tournoi classé.

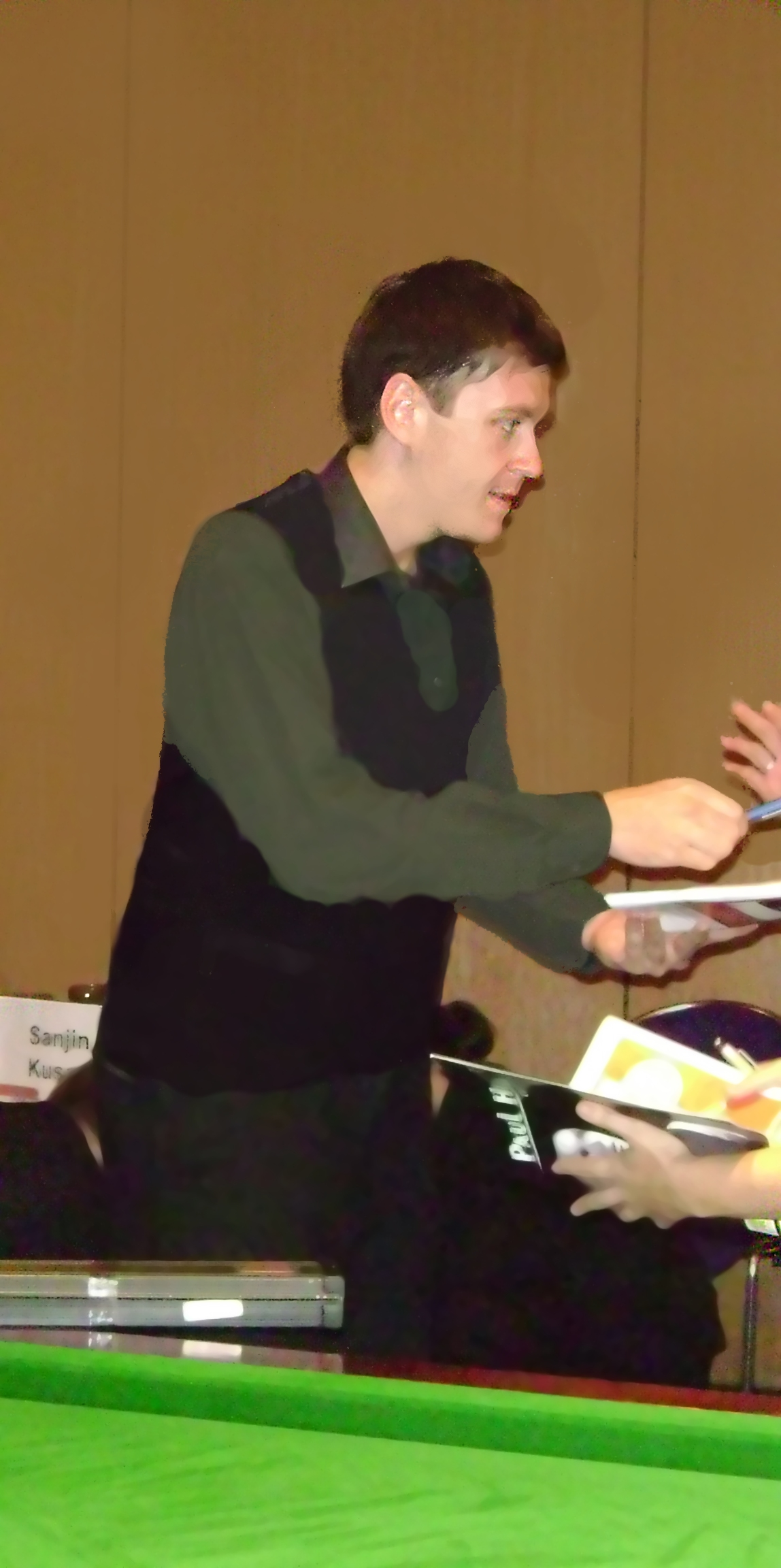
Walden signant des autographes lors du Classique Paul Hunter en 2007.

### Parcours détaillé de Ricky Walden au Classique de Wuxi 2012
| Tour          | Résultat | Adversaire      | Score |
| ------------- | -------- | --------------- | ----- |
| 1er tour      | Victoire | Zhu Yinghui     | 5-0   |
| 2e tour       | Victoire | Joe Perry       | 5-4   |
| 1/4 de finale | Victoire | Robert Milkins  | 5-3   |
| 1/2 finales   | Victoire | Marcus Campbell | 6-1   |
| Finale        | Victoire | Stuart Bingham  | 10-4  |

Walden gagne son deuxième titre majeur.

### Parcours détaillé de Ricky Walden au championnat international 2014
| Tour          | Résultat | Adversaire     | Score |
| ------------- | -------- | -------------- | ----- |
| 1er tour      | Victoire | David Morris   | 6-3   |
| 2e tour       | Victoire | Zhou Yuelong   | 6-5   |
| 3e tour       | Victoire | Joe Swail      | 6-4   |
| 1/4 de finale | Victoire | Jamie Burnett  | 6-1   |
| 1/2 finales   | Victoire | Robert Milkins | 9-2   |
| Finale        | Victoire | Mark Allen     | 10-7  |

Walden s'adjuge son troisième titre de classement, le plus important de sa carrière en termes de prestige.

## Vie personnelle
Walden s'est marié le 22 mai 2014 à New York, avec sa fiancée Nathalie, avec qui il entretenait une relation depuis 2010. Leur fils est né en septembre 2015, contraignant Walden à se retirer du Masters de Shanghai. Par la suite, le couple donne naissance à un autre garçon. 
La baisse dans les résultats de Walden survenue à partir de la saison 2016-2017 est imputable à des problèmes de dos, qui ont contraint l'Anglais à modifier quelque peu sa technique de jeu[réf. nécessaire].  

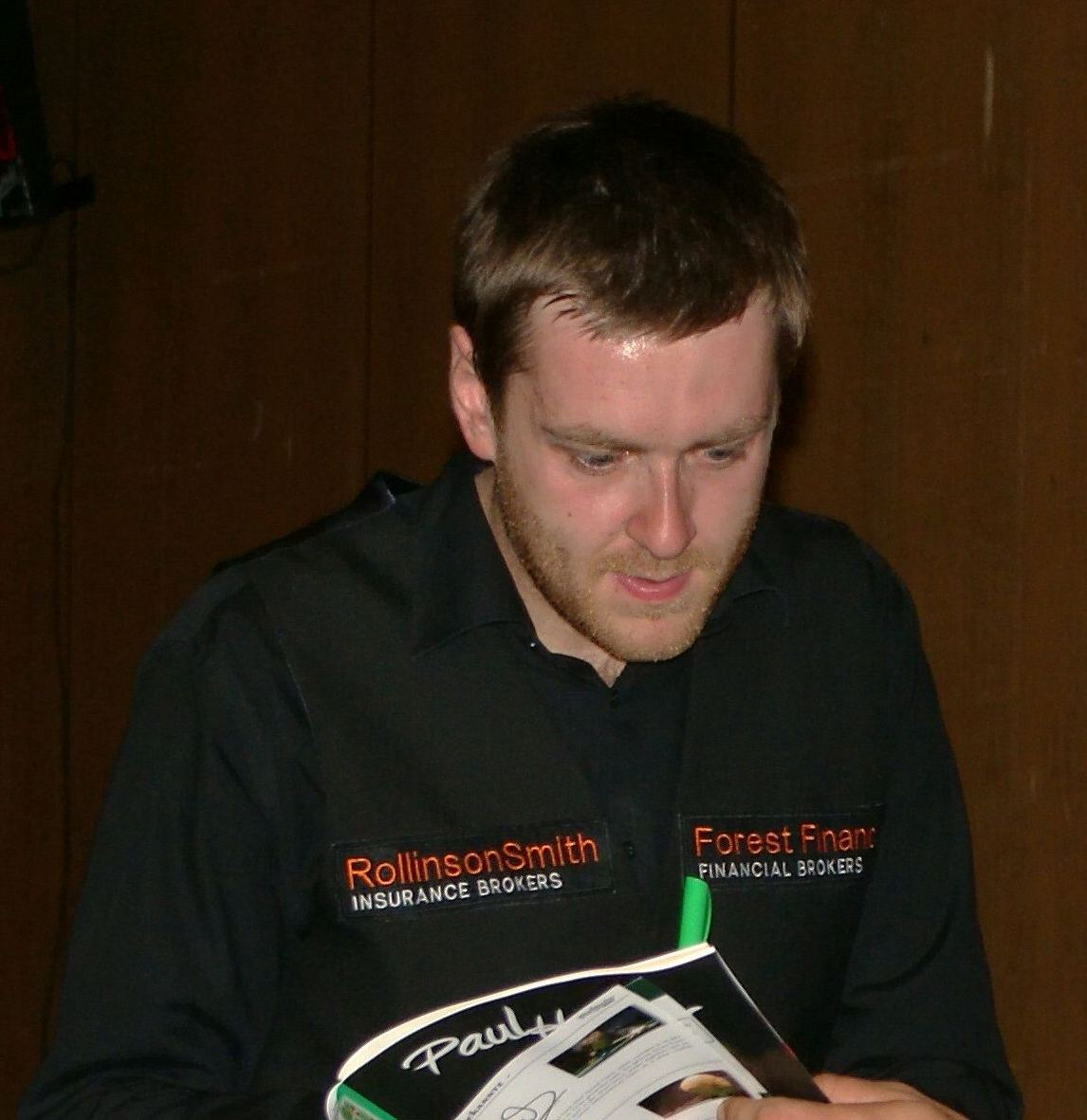
Ricky Walden en 2008 lors du Classique Paul Hunter.

## Palmarès
| Légende | Catégorie                      | Titres                         | Finales                        |
|         | Tournois classés               | 3                              | 3                              |
|         | Tournois classés mineurs       | 1                              | 2                              |
|         | Tournois non classés           | 1                              | 2                              |
|         | Tournois pro-am                | 4                              | 4                              |
|         | Tournois alternatifs           | 1                              | 2                              |
|         | Tournois amateurs              | 1                              | 0                              |
| Gras    | Tournois de la triple couronne | Tournois de la triple couronne | Tournois de la triple couronne |

### Titres
| Saison    | Nom du tournoi                                   | Lieu      | Finaliste         | Score | Tableau |
| 2001      | Championnat du monde amateur des moins de 21 ans | Stirling  | Sean O'Neil       | 11-5  |         |
| 2002-2003 | Circuit de l'EASB (épreuve 4)                    | Prestatyn | Jamie Cope        | 5-1   |         |
| 2005-2006 | Open de Suisse                                   | Zofingen  | Ken Doherty       | 5-3   |         |
| 2006      | Tournoi pro-am Pontins (épreuve 4 pro-am)        | Prestatyn | Ryan Day          | 4-2   |         |
| 2008-2009 | Internationaux de snooker à six billes rouges    | Bangkok   | Stuart Bingham    | 8-3   | Tableau |
| 2008-2009 | Open de Belgique                                 | Duffel    | Graeme Dott       | 4-0   | Tableau |
| 2008-2009 | Masters de Shanghai                              | Shanghai  | Ronnie O'Sullivan | 10-8  | Tableau |
| 2009-2010 | Coupe générale                                   | Hong Kong | Liang Wenbo       | 6-2   | Tableau |
| 2012-2013 | Classique de Wuxi                                | Wuxi      | Stuart Bingham    | 10-4  | Tableau |
| 2013-2014 | Open Bluebell Wood                               | Doncaster | Marco Fu          | 4-3   | Tableau |
| 2014-2015 | Championnat international                        | Chengdu   | Mark Allen        | 10-7  | Tableau |

### Finales perdues
| Saison    | Nom du tournoi                                      | Lieu       | Finaliste       | Score | Tableau |
| 2006-2007 | Tournoi pro-am Pontins (séries mondiales)           | Prestatyn  | Ken Doherty     | 2-4   |         |
| 2007      | Tournoi pro-am Pontins (épreuve 3 pro-am)           | Prestatyn  | Stuart Bingham  | 2-4   |         |
| 2007      | Tournoi pro-am Pontins (épreuve 4 pro-am)           | Prestatyn  | Jamie Cope      | 2-4   |         |
| 2007-2008 | Tournoi pro-am Pontins (séries mondiales) (2)       | Prestatyn  | Joe Perry       | 2-4   |         |
| 2010-2011 | Championnat du monde à six billes rouges            | Bangkok    | Mark Selby      | 6-8   | Tableau |
| 2011-2012 | Coupe générale                                      | Hong Kong  | Stephen Lee     | 6-7   | Tableau |
| 2011-2012 | Classique de Varsovie                               | Varsovie   | Neil Robertson  | 1-4   | Tableau |
| 2012-2013 | Coupe générale (2)                                  | Hong Kong  | Neil Robertson  | 6-7   | Tableau |
| 2014-2015 | Championnat du monde à six billes rouges (2)        | Bangkok    | Stephen Maguire | 7-8   | Tableau |
| 2014-2015 | Open d'Inde                                         | Bombay     | Michael White   | 0-5   | Tableau |
| 2015-2016 | Open de Haining                                     | Haining    | Ding Junhui     | 3-4   | Tableau |
| 2015-2016 | Championnat du circuit des joueurs (épreuve finale) | Manchester | Mark Allen      | 6-10  | Tableau |
| 2015-2016 | Open de Chine                                       | Pékin      | Judd Trump      | 4-10  | Tableau |